# California State Route 29
Pour les articles homonymes, voir Route 29.
La California State Route 29 est une route de l'État de Californie commençant à la jonction avec la California State Route 20 à Upper Lake et se terminant à l'Interstate 80 à Vallejo.

## Description
La route 29 débute sous la forme d'une route à deux voies jusqu'à Lakeport, où elle devient une autoroute en longeant la ville. Au sud de la localité, SR 29 redevient une route à deux voies, contournant Clear Lake au sud du mont Konocti et traversant les localités de Kelseyville, Lower Lake et Middletown.
La route franchit ensuite le mont Saint Helena, un volcan éteint séparant les comtés de Lake et Napa. Dans le comté de Napa, la route traverse Calistoga, Saint Helena, Rutherford, Oakville, Yountville et Napa, longeant certains des vignobles et domaines viticoles les plus prestigieux de Californie.
Dans Napa, la route devient brièvement une autoroute avant de devenir une route à quatre voies (cinq sur certains tronçons) jusqu'à l'Interstate 80, où la route s'achève près du pont de Carquinez, à Vallejo.
La route entre Middletown et la vallée de Napa était autrefois desservie par Old Bull Trail Road, construite par des volontaires dans les années 1850, dont l'inclinaison pouvait atteindre 35 degrés. Elle fut remplacée par la St. Helena Toll Road en 1868, une route à péage aux inclinaisons plus douces, de l'ordre de 12º. L'État de Californie racheta la route en 1925.

## Principales localités traversées
- Lakeport
- Calistoga
- Yountville
- Napa
- Vallejo